# Zygodontomys
Genre
Zygodontomys est un genre de rongeurs de la famille des Cricétidés.

## Liste des espèces
- Zygodontomys brevicauda (J. A. Allen et Chapman, 1893)
- Zygodontomys brunneus Thomas, 1898